# 臼田久内
臼田 久内（うすだ きゅうない、1864年2月26日（文久4年1月19日） - 1945年（昭和20年）7月4日）は、明治から昭和前期の実業家、政治家。衆議院議員。

## 経歴
因幡国法美郡立川町（現鳥取県鳥取市立川町）で、鳥取藩士・臼田久雄、つね夫妻の二男として生まれる。立川小学校を卒業後、京都市丸太町烏丸の林益習館で学んだ。
小学校教員を経て、第八十二国立銀行に勤務。1895年（明治28年）神戸の戸崎商店に入り大牟田支店詰となる。1905年（明治38年）に独立して臼田商会を設立。鉄道鉱山用品を扱い、炭鉱に鉄類などを納入して事業を発展させた。その後、三池無尽取締役、大牟田瓦斯取締役社長、帝国セメント監査役、大牟田製氷取締役社長、博多株式取引所理事などを務めた。
政界では、1907年（明治40年）大牟田町会議員に当選。その後、三池郡会議員、大牟田市会議員、同参事会員、同議長などを歴任。1915年（大正4年）3月、第12回衆議院議員総選挙で鳥取県鳥取市選挙区から出馬して当選したが、1916年（大正5年）3月23日、衆議院議員選挙法違反事件で大審院の裁判確定により議員を退職した。1917年（大正6年）4月、第13回総選挙で再選。1928年（昭和3年）2月、第16回総選挙で福岡県第3区から出馬して当選し、衆議院議員を通算3期務めた。
1945年7月、鳥取市で病のため死去した。